# Coma Cinema
Coma Cinema — американская инди-поп-группа, основанная Мэтом Котраном в 2005 году. Мэт начал писать песни для группы, когда учился в старшей школе в Спартанберге, но позже группа базировалась в Эшвилле, Северная Каролина .
Студийный альбом Blue Suicide от Coma Cinema был выпущен в марте 2011 года как на кассете (через Wonderbeard Tapes), так и на виниле (через Fork и Spoon Records), а также в цифровом виде на веб-сайте группы.

## История
Котран начал писать песни под псевдонимом «Coma Cinema» в раннем подростковом возрасте. После нескольких лет местных выступлений, Котран выпустил в январе 2009 года студийный альбом под названием Baby Prayers .
Baby Prayers привлёк внимание музыкальных блогов и веб-сайтов, в том числе Pitchfork.com, который разместил музыкальное видео на «Flower Pills» в феврале 2010 года. В июне 2010 года Coma Cinema выпустили второй альбом Stoned Alone .
Третий альбом Coma Cinema, Blue Suicide, был выпущен в марте 2011 года как в цифровом, так и в физическом форматах (Wonderbeard Tapes выпустили кассеты; Fork и Spoon Records выпустили винил). Два трека с Blue Suicide уже были выпущены в виде 7-дюймового сплит- сингла с группой TeenPorn через AMDISCS: «Wondering» и «Greater Vultures».
Coma Cinema выпустили свой четвертый альбом, Posthumous Release, 11 июня 2013 года на кассете на лейбле Orchid Tapes и на виниле на Fork and Spoon Records.
Их пятый и последний альбом под названием Loss Memory был выпущена 7 декабря 2017 года.

## Дискография

### Студийные альбомы
- Baby Prayers (2009)
- Stoned Alone (2010)
- Blue Suicide (2011)
- Posthumous Release (2013)
- Loss Memory (2017)

### Синглы
- Coma Cinema (split 7-inch) (2010)

### Сборники
- Bluest of Them All; Anthology (2012)

### Записи Мэтью Ли Котрана
- Failure (2013)
- Failure II (2014)
- Judas Hung Himself in America (2017)
- My First Love Mends My Final Days (2018)
- Condemned to Die in a Carolina Motel Bar (2020)